# Springfield, Kentucky
Springfield är en stad i Washington County i den amerikanska delstaten Kentucky med en yta av 6,5 km² och en folkmängd, som uppgår till 2 634 invånare (2000). Springfield är administrativ huvudort (county seat) i Washington County. Orten fick stadsrättigheter år 1793.